# Deukalión a Pyrrha (melodram)
Deukalión a Pyrrha (v německém originále Deukalion und Pyrrha) je melodram se zpěvem a tancem (autorským označením „hudební drama se zpěvy“) o jednom dějství českého skladatele Františka Ondřeje Holého na libreto spisovatele Karla Emila Schuberta. 

## Vznik, charakteristika a historie
Skladatel František Ondřej Holý působil na přelomu 60. a 70. let 18. století v Praze jako kapelník u divadelní společnosti Johanna Josepha Bruniana. Roku 1773 odešel do Berlína ke společnosti Gottfrieda Heinricha Kocha (1703–1775) a po jeho smrti působil u Wäserovy společnosti. Johann Christian Wäser (1743–1781) měl od roku 1772 výlučné divadelní privilegium pro slezskou metropoli Vratislav, avšak od roku 1777 s částí společnosti provozoval zájezdy po Slezsku i mimo ně a vedení souboru usídleného ve Vratislavi – u kterého byl zaměstnán i Holý – přenechal své manželce Marii Barbaře Wäserové (1749–1797). Pro všechny tyto společnosti psal Holý hudbu pro divadelní potřeby – především zpěvohry (singspiely), avšak také hudbu k činohrám nebo příležitostným scénám, jakož i úpravy či instrumentaci děl jiných skladatelů. K řadě drobnějších děl mu slova napsal vratislavský soudní úředník a příležitostný dramatik Karl (nebo Carl) Emil Schubert (zem. 1803); mezi ně patřila například příležitostná zpěvohra Vlastenec na vsi (1778). Roku 1779 vydal Schubert několik těchto svých prací tiskem; mezi nimi byl i melodram Deukalion a Pyrrha.
Tento melodram vznikl na základě básně Deucalion et Pyrrhe francouzského rokokového básníka Germaina-Françoise Poullaina de Saint-Foix (1698–1776) z roku 1741. Z řeckého mýtu o manželích Deukaliónovi a Pyrrze, kteří po potopě vyvolané hněvem boha Dia znovu zalidnili Řecko tím, že házeli přes rameno kameny, z nichž se stávali lidé, jsou použity pouze některé prvky. Deukalión a Pyrrha se potkávají teprve po potopě a námětem melodramu je znovuzrození lásky spíše než znovuzalidnění země jako takové. Metamorfóza kamene v lidskou bytost je přítomna jen v pozměněné podobě, totiž v oživení kamenné sochy.
Některé příručky (Clément-Larousse, Ross Griffelová) tuto skladbu datují do doby „kolem roku 1776“, avšak první jistě doložené představení je 18. prosince 1780, kdy Deukalióna a Pyrrhu uvedla Wäserova společnost ve Vratislavi, což však nemusí znamenat, že se jednalo o úplnou premiéru. Není zcela jasná souvislost s „operou“ (či „operetou“) ve dvou aktech Deukalión a Pyrrha aneb Oživená socha (Deukalion und Pyrrha, oder die belebte Bildsäule), která měla premiéru 12. května 1777 v divadle na Behrenstraße v Berlíně, kde od smrti G. H Kocha roku 1775 a rozpuštění jeho souboru hrála společnost Karla Theodora Döbbelina (1727–1793). Text ani hudba této verze se nedochovaly a dobové zprávy potvrzují jen to, že se opírala o stejnou Saint-Foixovu předlohu, neuvádějí však autora libreta ani hudby. Některá modernější literatura (Thomas Bauman, Jörg Krämer, Ross Griffelová) jako autora textu identifikuje Karla Emila Schuberta, hudbu přisuzuje Antonínu Laubemu – může se však jednat o omyl, její premiéra spadá do doby několika premiér Laubeho singspielů. K. E. Schubert při publikaci svého textu v roce 1779 výslovně zmiňuje, že jeho text zhudebnili jen Holý a (později) C. B. Uber. Příručka Hugo Riemanna autorství hudby berlínského kusu přisuzuje Holému. V lotyšské Mitavě se před rokem 1779 hrálo zřejmě totožné „vysokokomické duodrama ve dvou dílech“ Deukalión a Pyrrha aneb Oživená socha, údajně s hudbou Karla Ditterse von Dittersdorfa, a kus Oživená socha je doložen i v repertoáru Wäserovy společnosti roku 1778 (mohlo se však jednat o některé ze zpracování tématu Pygmalion aneb Oživená socha). Muzikolog Milan Poštolka ve stati o Holém pro The New Grove Dictionary of Opera uvádí Deukalióna a Pyrrhu jako melodram, avšak o dvou dějstvích (tištěné libreto má jen jedno) a s premiérou v Berlíně roku 1776. Některé prameny navíc směšují Schubertova Deukalióna a Pyrrhu s lyrickým dramatem Deucalion Friedricha Augusta Clemense Werthese z roku 1777. Dobové souhrnné zprávy o Schubertových resp. Holého dílech zmiňují najisto jen jejich společné dílo ve formě melodramu, a to nejdříve roku 1779; do roku 1780 ho datují i muzikoložka Alena Jakubcová a muzikolog Bruno Forment.
Deukalión a Pyrrha je ve srovnání například s melodramy Jiřího Antonína Bendy melodramem pozdnějšího typu: je to sice v zásadě duodrama dvou hlavních postav, kterým je vyhrazena melodramatická recitace, ale se zpěvem a tancem vedlejších (vesměs alegorických) postav. Na konci melodramu, po vyřešení dějové zápletky, následuje velké tanečně-zpěvní divertissement.
Recenzent libreta v časopise Litteratur- und Theater-Zeitung zdůrazňoval, že ze Saint-Foixovy předlohy byl převzat jen rozvrh, zpracování je pak celé Schubertovo. „Výtečný dialog! Jen se domníváme, že k tomu, aby byl doprovázen hudbou, jako Ariadna, je tento kus příliš dlouhý, jakož i předepsané změny dekorace mohou být překážkou pro jeho uvedení na mnoha místech. Scéna Lític nám trochu příliš připomíná napodobeninu Macbetha.“ Kritik představení Deukalióna a Pyrrhy v provedení Wäserovy společnosti roku 1780 v téže časopise souhlasil, že „básník od divadelního principála požaduje příliš. Skutečně se tento kus zdá vypracovaný spíše pro operní divadlo než pro běžné německé scény. Okouzlení oka i ucha je u kusů tohoto druhu nepostradatelné, a to se na malém, temném divadle bez dekorací a strojů nelze očekávat. Proto by ale společnosti, které nemají lepší jeviště než naše, podobné kusy raději dávat neměly, než je kazit tak, jak se stalo dneska.“ Kritizoval i výkony herců, včetně slečny Baumannové st., představitelky hlavní role Pyrrhy: „Pokud je v této úloze něco, co ji může učinit přitažlivou, tedy to jsou city střídající se v její duši se svými odstíny. Nebudu je zde rozvádět, protože nemohou ujít ani středně pozornému pozorovateli, a pan Holý, skladatel díla, v nich zdá se našel široké pole. Jen herečka to zdá se necítila, pominula všechny tyto nuance strachu, nenávisti, naděje, žárlivosti a lásky, aby od počátku až do konce vyjadřovala jedině něžnou jemnost…“ Zato „Deukalión byl panem Ackermannem zcela zmrzačen, protože zatímco slečna Baumannová alespoň tam, kde se vyjadřovala láska, trefila správný tón, on jej netrefil nikdy; a musím přiznat, že člověk nemůže slyšet nic nudnějšího, než jeho monolog. […] Balety byly sestaveny chvatně, bez charakteru a výrazu, jedním slovem úplně mizerné, a zejména boj pastýřů s nestvůrou byl hoden burleskní frašky.“ Své hodnocení recenzent uzavřel takto: „Vidíte, co se muselo stát: že tento kus navzdory skutečně dobré hudbě neuspěl, nýbrž propadl.“
O pozdějších uvedeních nejsou zprávy a Holého hudba se nedochovala.
Tentýž melodram zhudebnil rovněž vratislavský úředník a amatérský hudebník Christian Benjamin Uber (1746–1812).

## Postavy
- Tři Lítice (Furie) (baletní / zpívané role)
- Venuše
- Amor (zpívaná role) – Mlle Baumann mladší
- Deukalión – pan Ackermann
- Pyrrha – Mlle Baumann starší
- Amorkové a Žerty, kteří se později přemění a pastýře a pastýřky (baletní / sborové role)
- Pastýřka (zpívaná role)
- Génius Zlatého věku (baletní role)
- Nevinnost (baletní role)[3][7]

## Děj melodramu
(Jeviště představuje vrchol hory a krajinu po velké potopě, v níž všichni zahynuli a zázrakem se zachránili jen Deukalión a Pyrrha, kteří teď spí u podstavce sochy nebinárního božstva.)
V krajině zuří Lítice, neboť potopu vyvolal boží hněv (balet a Lític Flamme! zische Fackel und Schlang). Avšak Venuše sestupuje na zem zvěstovat usmíření a návrat svornosti a lásky (melodram a zpěv Erscheine du auch, Sohn der Harmonie). Lítice se zlobí a alespoň vyvolávají z Orku „černé soudruhy lásky“ – nevěru, mstu, podezření – a našeptávají Deukaliónovi a Pyrrze nedůvěru k opačnému pohlaví (tercet Lític se sborem Den Übermuthigen! … Öffne dichm Orkus!).
Deukalión a Pyrrha se budí z neklidného spánku; opakují kletby proti mužům, respektive ženám, které jim byly vštípeny, ale současně se bojí života o samotě. Pak se teprve spatří a uprchnou jeden před druhým. Pyrrha se vrací jako první a přemítá o svých snech, o neznámém jinochovi i o svém příštím osudu. Deukalión se vrací a mezi oběma vzplane hořká hádka, byť z ní prosvítá vzájemná přitažlivost. Když se chtějí rozejít, zazní hlas z nebes. Ten jim přikazuje společně sesbírat květiny a ověnčit sochu, která má poté oživnout (zpěv Pyrrha, Deukalion, verzieht!).
Deukalión a především Pyrrha se se žehráním dávají do práce; postupně se v nich vzbudí žárlivost. Deukalión si myslí, že po ověnčení se socha promění v jinocha, který si odvede Pyrrhu, a Pyrrha se domnívá, že se socha stane dívkou, která svede Deukalióna. Jejich vzájemné výčitky a obvinění se postupně změní ve vyznání lásky. Už už by se vzepřeli příkazu bohů a zůstali raději ve dvou než ve třech, ale nakonec se přece podrobí a společnou rukou ozdobí sochu. Ta se promění v Amora, který jim blahopřeje a spojuje jejich ruce v triumfu lásky (zpěv Amora Doch wohl nicht mir entrinnen? a tercet Ach mein Bester!). Amor chválí Deukalióna a Pyrrhu za poslušnost, odhaluje jejich pochyby jako intriky Orku a svolává amorky a žerty k oslavě (balet a sbor Wir spielen und lachen). Nakonec vykouzlí obrazy Zlatého věku (balet pastýřů a pastýřek, pas de deux Nevinnosti a Ducha Zlatého věku, árie jedné z pastýřek Mit zarten Blumenglocken scherzen, balet-zápas jednoho pastýřů s nestvůrou a závěrečný sbor Erretter, hör die Lobgesang).